# Parapenaeopsis venusta
Parapenaeopsis venusta är en kräftdjursart som beskrevs av De Man 1907. Parapenaeopsis venusta ingår i släktet Parapenaeopsis och familjen Penaeidae. Inga underarter finns listade i Catalogue of Life.